# 12 Wasted Years
12 Wasted Years je dokumentární video heavy metalové skupiny Iron Maiden, které se zaměřuje na historii skupiny mezi lety 1975–1987. Obsahuje několik vzácných videí a rozhovorů po dobu působení skupiny; většina z nich byla roku 2005 vydána na DVD The Early Days. Původně bylo video vydáno na formáty laserdisc a VHS.

## Seznam skladeb
1. "Stranger in a Strange Land" (propagační video 1986)
2. "Charlotte the Harlot" (live 1980)
3. "Running Free" (live 1980)
4. "Women in Uniform" (propagační video 1980)
5. "Murders In The Rue Morgue" (live 1982)
6. "Children of the Damned" (live 1982)
7. "The Number of the Beast" (live 1985)
8. "Total Eclipse" (live 1982)
9. "Iron Maiden" (live 1983)
10. "Sanctuary" (live 1982)
11. "The Prisoner" (live 1982)
12. "22, Acacia Avenue" (live 1983)
13. "Wasted Years" (live 1986)
14. "The Trooper" (live 1985)